# تيغراتين نبوميا (مير اللفت)
تيغراتين نبوميا هو دُوَّار يقع بجماعة ميرلفت، إقليم سيدي إفني، جهة كلميم واد نون في المملكة المغربية. ينتمي الدوّار لمشيخة مير اللفت التي تضم 50 دواوير. يقدر عدد سكانه بـ 111 نسمة حسب الإحصاء الرسمي للسكان والسكنى لسنة 2004.

## روابط خارجية
- البوابة الوطنية للجماعات الترابية نسخة محفوظة 12 مارس 2018 على موقع واي باك مشين.
- المندوبية السامية للتخطيط